# Schizotetranychus andropogoni
Schizotetranychus andropogoni är en spindeldjursart som beskrevs av Hirst 1926. Schizotetranychus andropogoni ingår i släktet Schizotetranychus och familjen Tetranychidae. Inga underarter finns listade i Catalogue of Life.